# Giulio Rinaldi
Giulio Rinaldi (13 de febrero de 1935 – 16 de julio de 2011) fue un boxeador de nacionalidad italiana.

## Biografía
Nacido en Anzio, Italia, debutó como boxeador profesional el 23 de marzo de 1957 contra Giuliano Bianchi, y conquistó el campeonato italiano de peso mediopesado el 8 de marzo de 1960, venciendo en Roma a Santo Amonti.
En octubre del mismo 1960, siempre en Roma, Rinaldi derrotó a los puntos, tras 10 asaltos, de manera inesperada pero merecida, al gran Archie Moore, en ese momento campeón mundial de la categoría y uno de los mejores de todos los tiempos en su categoría.
Gracias a ello, ocho meses más tarde tuvo la oportunidad de luchar por el título mundial de los pesos mediopesados contra el mismo Moore, siendo en esta ocasión derrotado a los puntos en una pelea celebrada en el Madison Square Garden en junio de 1961.
El 28 de septiembre de 1962 conquistó el título europeo de los mediopesados, venciendo al escocés Chic Calderwood, manteniendo el título, con una interrupción entre 1964 y 1965, hasta marzo de 1966, cuando lo perdió definitivamente en una pelea a los puntos ante Piero Del Papa.
Rinaldi se retiró del boxeo en 1970, tras un combate válido para el título italiano, en el cual fue derrotado por Domenico Adinolfi.
Su fama deportiva se tradujo al ámbito cinematográfico, participando en algunas películas como actor de carácter.
Giulio Rinaldi falleció en Anzio en el año 2011, a los 76 años de edad.

## Filmografía
- 1961 : Maurizio, Peppino e le indossatrici, de Filippo Walter Ratti
- 1966 : I nostri mariti, de Dino Risi, episodio "Il marito di Attilia"
- 1971 : I due assi del guantone, de Mariano Laurenti
- 1976 : Luna di miele in tre, de Carlo Vanzina
- 1980 : Sono fotogenico, de Dino Risi